# Місячний глобус
«Місячний глобус» — радянський художній фільм 1986 року, знятий режисером Михайлом Антадзе і Георгієм Левашовим-Туманішвілі на кіностудії «Грузія-фільм».

## Сюжет
Фільм про самодіяльних артистів, які не мислять себе і своє життя без творчості, про мрійників-диваків, які намагаються зробити наш світ кращим, затишним і добрішим.

## У ролях
- Сандро Тедіашвілі — дядько Сандро
- Олександр Мчедлішвілі — дядько Сашко
- Карлен Саркісов — музикант
- Анзор Піріашвілі — роль другого плану
- Сергій Шведков — роль другого плану

## Знімальна група
- Режисери — Михайло Антадзе, Георгій Левашов-Туманішвілі
- Сценарист — Арчіл Кезелі
- Оператори — Трістан Канделакі, Нодар Намгаладзе
- Художник — Леван Мелікішвілі